# Феминистичка филозофија
Феминистичка филозофија је филозофски правац који одбацује третирање филозофских проблема и поистовјећивање људског искуства уопште, само са мушким погледима. Радећи из великог броја перспектива, феминистички филозофи доводе у питање различите области традиционалне филозофије, тврдећи да се у њима не узима озбиљно идентитет, интересовања и циљеви жена и не придаје се иста важност начину бивствовања, размишљања и дјеловања, као у случају мушкараца. 
Феминистичка филозофија напада традиционалну метафизику због раздвајања бића на ум и тијело, постављајући питање да ли постоје други умови и да ли лични идентитет зависи више од сјећања него од физичких карактеристика. Пошто феминистичка филозофија одбацује било какав вид онтолошког дуализма, настоји да се дефинише о том питању кроз моделе у којима се појединци споразумјевају емпатијом и кроз начине преко којих ум и тијело чине једну јединствену цјелину. 
Будући да је западна култура традиционално кроз историју везивала рационалност са мушким, а емоције са женским полом, епистемолози традиционалисти су неријетко закључивали да су жене мање људска бића него мушкарци. Феминистички филозофи контра-аргументују, да су емоције и разум повезани симбиотички, односно интерсубјективни процес, чинећи заједно извор за стицања сазнања који није могуће раздвојити. Такође тврде да је картезијанско сазнање у суштини врло ограничено и да сви желимо да сазнамо нешто више од саме констатације да постојимо, тачније да желимо да знамо шта мисле и осјећају друге индивидуе око нас.
Филозофија науке је такође предмет критике феминистичких филозофа, чију објективност доводе у питање. Док традиционална филозофија науке повезује успјех научних истражвања са способностима научника за контролу, подвргавању правилима и доминирање природе преко било које друге методе, феминистичка филозофија науке повезује исти успјех са способностима научника за ослушкивање природе и разоткрића која сама природа нуди. Апстрактне теорије које треба да посвједоче конкретна дешавања у природи чине науку више објективном ако нису подвргнута ригидним правилима и стремљењу ка доминацији природе, тврде феминистички филозофи.
Традиционална етика, социјална и политичка филозофија су под посебно жестоком критиком феминистичких филозофа, будући да су се у овим областима филозофске мисли традиционално стварале предрасуде према жени и њеној улози у друштву. 
| Феминстички филозофи  |  | Критичари феминистичке филозофије |
| --------------------- |  | --------------------------------- |
| Dorothy Smith         |  | Susan Haack                       |
| Nancy Hartsock        |  | Paul R. Gross                     |
| Donna Haraway         |  | Norman Levitt                     |
| Sandra Harding        |  |                                   |
| Patricia Hill Collins |  |                                   |
| Alison Wylie          |  |                                   |
| Симон де Бовоар       |  |                                   |
| Helene Cixous         |  |                                   |
| Џулија Кристева       |  |                                   |
| Мери Вулстонкрафт     |  |                                   |